# لوران سیمان
لوران سیمان (فرانسوی: Laurent Ciman‎؛ زاده ۵ اوت ۱۹۸۵) بازیکن فوتبال پیشین اهل بلژیک است.
وی همچنین در تیم ملی فوتبال بلژیک بازی کرده‌است.